# Scaphidysderina tandapi
Espèce
Scaphidysderina tandapi est une espèce d'araignées aranéomorphes de la famille des Oonopidae.

## Distribution
Cette espèce est endémique d'Équateur. Elle se rencontre dans les provinces de Pichincha, de Cotopaxi et de Santo Domingo de los Tsáchilas entre 700 et 2 150 m d'altitude dans la cordillère Occidentale.

## Description
Le mâle holotype mesure 2,24 mm et la femelle 2,47 mm.

## Étymologie
Cette espèce est nommée en référence au lieu de sa découverte, Tandapi.

## Publication originale
- Platnick & Dupérré, 2011 : The Andean goblin spiders of the new genus Scaphidysderina (Araneae, Oonopidae), with notes on Dysderina. American Museum Novitates, no 3712, p. 1-51 (texte intégral).